# Lady Hillingdon
'Lady Hillingdon' est un cultivar de rosier obtenu en 1910 par les rosiéristes britanniques Lowe et Shawyer. Il est issu de 'Papa Gontier' x 'Madame Hoste'.

## Définition
Il s'agit d'un rosier thé moderne fort vigoureux s'élevant à 1 mètre à 1,20 mètre qui fleurit de l'été aux premières gelées.
Ce rosier offre de grandes roses pleines (8-12 cm), de couleur jaune pâle avec des nuances abricot. Elles naissent en solitaires ou en bouquets, généralement de trois fleurs, sur des tiges lisses avec des rameaux aux aiguillons rouges. Elles exhalent un parfum intense et capiteux de rose thé.
Il existe un sport grimpant de ce rosier qui fleurit fort bien tout l'été. Il a été découvert en 1917 par Elisha J. Hicks. Il atteint 4 à 5 mètres de hauteur. Cette variété grimpante est toujours très prisée et fort répandue.
Cette variété est parfaite pour illuminer les massifs, donner de l'éclat à un mur et pour composer des bouquets. Elle résiste aux hivers descendant à -15°. Elle a besoin d'une situation ensoleillée et convient bien aux régions chaudes.

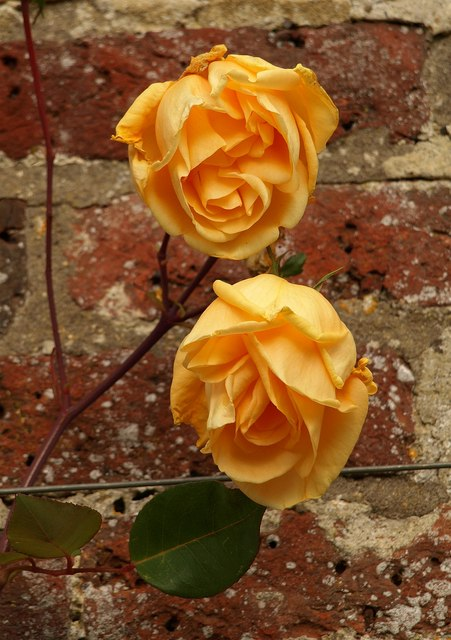
'Lady Hillingdon Climbing' en Angleterre.

## Descendance
'Lady Hillingdon' a donné naissance par croisement avec 'Marquise de Sinéty' (Pernet-Ducher, 1906) à l'hybride de thé 'Mary Merryweather' (Merrywearher, 1925).